# Back Home (Eric Clapton)
Back Home è il diciassettesimo album discografico in studio del chitarrista e cantautore britannico Eric Clapton, pubblicato nel 2005.

## Tracce
1. So Tired (Eric Clapton, Simon Climie) – 4:47
2. Say What You Will (Clapton, Climie) – 4:35
3. I'm Going Left (Stevie Wonder, Syreeta Wright) – 4:03
4. Love Don't Love Nobody (Joseph Jefferson, Charles Simmons) – 7:13
5. Revolution (Clapton, Climie) – 5:00
6. Love Comes to Everyone (George Harrison) – 4:35
7. Lost and Found (Doyle Bramhall II, Jeremy Stacey) – 5:21
8. Piece of My Heart (Bramhall II, Susan Melvoin, Mike Elizondo) – 4:22
9. One Day (Vince Gill, Beverly Darnall) – 5:20
10. One Track Mind (Clapton, Climie) – 5:04
11. Run Home to Me (Clapton, Climie) – 6:18
12. Back Home (Clapton) – 3:33